# Stigmatellin
Stigmatellin je organická sloučenina, inhibitor oxidace chinolů na cytochromu bc1 v mitochondriích a cytochromu b6f v membránách thylakoidů.
Stigmatellin je možné izolovat z bakterie Stigmatella aurantica; jeho molekula obsahuje 5,7-dimethoxy-8-hydroxychromonovou skupinu, na kterou je navázán hydrofobní alkenový řetězec na pozici 2. Byly popsány struktury bc1 komplexů inhibovaných stigmatellinem u tura domácího a u kvasinek. Stigmatellin se váže na cytochrom b do Qo místa v '(hem) bl distální' pozici, spojuje se s Rieskeovým FeS proteinem vodíkovou vazbou na histidin 181 (His-181), který je ligandem [2Fe2S] shluku této podjednotky. Tím dochází k navýšení potenciálu tohoto shluku z 290 na 540 mV a ke znemožnění pohybu cytoplazmatické domény Rieskeova proteinu.